# Romanen om Olof
Romanen om Olof är en romansvit av Eyvind Johnson 1934–37. I romansviten gestaltas Johnsons egna erfarenheter av arbetet inom bland annat träindustrin i Norrbotten. Olof är en arbetarklassynglings bildningsroman om vägen till medvetenhet och frigörelse.
Sviten är en av de stora klassikerna i svensk litteratur, och filmatiseringen Här har du ditt liv från 1966 av Jan Troell har fått mycket goda omdömen.

## Beskrivning
Romanerna skildrar en hård verklighet men är skrivna helt utan sentimentalitet. De präglas istället av värme, mjukhet och medkänsla. Även löjliga, enfaldiga och elaka personer skildras med en förståelse för de omständigheter som format dem. Den mångsidigt varierade och fyndiga berättarstilen präglad av norrländskt idiom, muntligt berättande och humoristiska inslag innebar Johnsons stora genombrott hos både kritiker och publik. En berättarteknisk finess är att språket och berättarstilen med inslag av inre monolog i romanerna förändras i takt med huvudpersonens utveckling.
De folkliga "sagor" om lungsoten, rallarlivet och emigrationen som finns insprängda i varje volym och avbryter den realistiska handlingen kritiserades av vissa men Johnson försvarade dem: ”Om man beslutar att försöka skildra ett landskap eller en person så allsidigt som möjligt, måste man också röra sig med rätt stor frihet. Om författarens försök att ge en helbild slinter mot en ofta tråkig verklighet...då kan han göra omvägen om sagan.”
Romanen om Olof är en av de stora klassikerna i svensk litteratur och filmatiserades av Jan Troell som Här har du ditt liv 1966.

## Böckerna i romansviten
- Nu var det 1914 (1934):

Olof är 14 år och lämnar sin fosterfamilj för att försörja sig. Han hamnar i ett arbetslag med äldre timmerflottare men har redan från början en vagt medveten känsla om att det inte är hans plats i tillvaron.
- Här har du ditt liv! (1935):

Olof sliter hårt på ett sågverk och börjar på fritiden bilda sig med självstudier inom litteratur, politik och språk.
- Se dig inte om! (1936):

Olof är nu på sitt sjuttonde år och får efter en rad kroppsarbeten plats som biografmaskinist.
- Slutspel i ungdomen (1937):

Olof drabbas av arbetslöshetens förtvivlan, engagerar sig fackligt och förespråkar revolution. Hans frigörelsekamp når till slut sin fullbordan när han bryter upp och beger sig söderut.